# الکتروکرومیسم
الکتروکرومیسم پدیده ای است که در آن یک ماده تغییراتی در رنگ یا کدری در پاسخ به یک محرک الکتریکی نشان می‌دهد. به این ترتیب، یک پنجره هوشمند ساخته شده از یک ماده الکتروکرومیک می تواند طول موج‌های خاصی از نور ماوراء بنفش، مرئی یا (نزدیک) مادون قرمز را مسدود کند.توانایی کنترل عبور نور نزدیک مادون قرمز می‌تواند بازده انرژی یک ساختمان را افزایش دهد و میزان انرژی مورد نیاز برای خنک کردن در تابستان و گرما در زمستان را کاهش دهد.
از آنجایی که تغییر رنگ دائمی است و انرژی فقط برای ایجاد تغییر نیاز است، از مواد الکتروکرومیک برای کنترل میزان نور و گرمای مجاز برای عبور از یک سطح استفاده می‌شود که معمولاً «پنجره‌های هوشمند» هستند.
یکی از کاربردهای محبوب در صنعت خودروسازی است که از آن برای رنگ آمیزی خودکار آینه های دید عقب در شرایط نوری مختلف استفاده می شود.

## قاعده

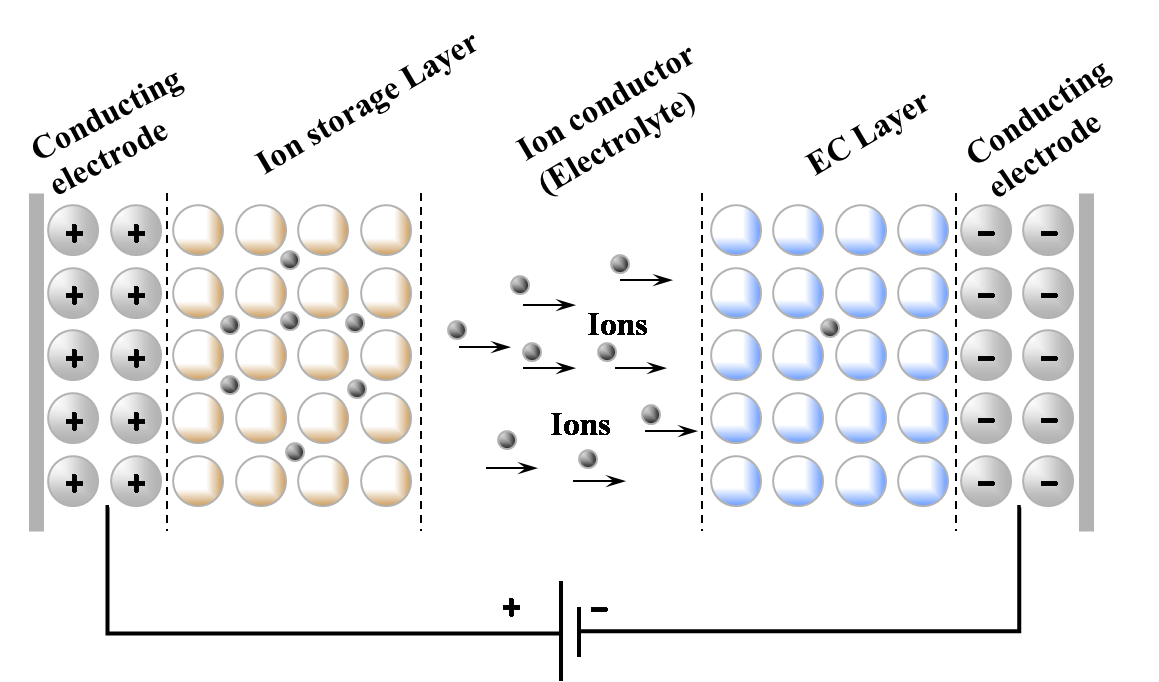
الکتروکرومیسم

پدیده الکتروکرومیسم در برخی از اکسیدهای فلزات واسطه که هم الکتریسیته و هم یون ها را هدایت می کنند، مانند تری اکسید تنگستن (WO3) رخ می دهد. این آرایش منجر به یک ساختار نانومتخلخل سه‌بعدی با تونل‌هایی بین بخش های منفرد هشت وجهی می شود.
این تونل‌ها به یون‌های تفکیک‌شده اجازه می‌دهند زمانی که توسط یک میدان الکتریکی تحریک می‌شوند، از ماده عبور کنند. یون های رایج مورد استفاده برای این منظور H+ و Li+ هستند.
میدان الکتریکی معمولاً توسط دو الکترود صاف و شفاف القا می‌شود که لایه‌های حاوی یون را ساندویچ می‌کنند(لایه‌ی حاوی یون، بین این دو الکترود قرار دارد). هنگامی که ولتاژی روی این الکترودها اعمال می شود، اختلاف بار بین دو طرف باعث می شود که یون ها به اکسید نفوذ کنند در حالی که الکترون های متعادل کننده شارژ بین الکترودها جریان می یابند.
این الکترون‌ها ظرفیت اتم‌های فلز در اکسید را تغییر می‌دهند و بار آنها را کاهش می‌دهند، مانند مثال زیر از تری اکسید تنگستن:
H
nWO
3  →  n (H+
 + e−) + WO
3
این یک واکنش ردوکس است، زیرا فلز الکترواکتیو الکترون‌ها را از الکترودها می پذیرد و نیم سلولی را تشکیل می‌دهد. به بیان دقیق، الکترود به عنوان یک واحد شیمیایی شامل صفحه تخت و همچنین ماده نیمه رسانا در تماس با آن است. با این حال، اصطلاح "الکترود" اغلب فقط به صفحه(های) مسطح اشاره دارد که به طور خاص الکترود "زیر لایه" نامیده می‌شود.
فوتون هایی که به لایه اکسید می‌رسند می‌توانند باعث حرکت الکترون بین دو یون فلزی مجاور شوند. انرژی ارائه شده توسط فوتون باعث حرکت الکترون می‌شود که به نوبه خود باعث جذب نوری فوتون می‌شود. به عنوان مثال، فرآیند زیر در اکسید تنگستن برای دو یون تنگستن a و b رخ می دهد:
W6+
a  +W5+
b → photon + W5+
a  + W6+
b

## مواد الکتروکرومیک
مواد الکتروکرومیک که به عنوان کروموفورها نیز شناخته می‌شوند، هنگام اعمال ولتاژ بر رنگ نوری یا کدورت سطح تأثیر می‌گذارند. در میان اکسیدهای فلزی، اکسید تنگستن (WO3) گسترده‌ترین و شناخته‌شده ترین ماده الکتروکرومیک است. سایر موارد شامل اکسیدهای مولیبدن، تیتانیوم و نیوبیم هستند، اگرچه اینها از نظر نوری کمتر موثر هستند.
ویولوژن‌ها دسته ای از مواد آلی هستند که به شدت برای کاربردهای الکتروکرومیک مورد بررسی قرار می‌گیرند.این ترکیبات تغییرات رنگ برگشت پذیری را بین رنگ بی رنگ و آبی تیره به دلیل واکنش های ردوکس نشان می‌دهند. محققان می‌توانند آنها را به رنگ آبی تیره یا سبز تند تنظیم کنند.
به عنوان مواد طبیعی، ویولوژن‌ها جایگزین‌های امیدوارکننده‌ای برای کاربردهای الکترونیکی در مقایسه با مواد مبتنی بر فلز هستند. زیرا آن‌ها تمایل به گران بودن، سمی بودن و مشکل بازیافت دارند.
مزایای احتمالی ویولوژن‌ها عبارتند از:
- کنتراست نوری
- کارایی رنگ
- پایداری واکنش ردوکس
- سهولت طراحی
- پتانسیل افزایش مقیاس برای آماده سازی در مناطق بزرگ

ویلوژن‌ها تا به حال در آینه‌های دید عقب کم‌نور خودکار، پنجره‌های هوشمند در هواپیمایی بویینگ و ایجاد نمایشگرهای دیجیتال کوچک استفاده شده است.

## اصول کار پنجره‌های الکتروکرومیک

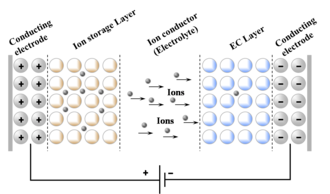
سطح مقطع یک پانل الکتروکرومیک در حال تغییر از شفاف به مات. یک ولتاژ در سراسر الکترودهای رسانا اعمال می شود و یون ها از لایه ذخیره یون، از طریق الکترولیت و به لایه الکتروکرومیک جریان می یابند.

چندین لایه برای یک پنجره هوشمند کاربردی با ویژگی های الکتروکرومیک مورد نیاز است. اولین و آخرین لایه شیشه شفاف ساخته شده از سیلیس (SiO2)، دو الکترود برای اعمال ولتاژ مورد نیاز است، که به نوبه خود یون های+Li را از لایه ذخیره یون، از طریق الکترولیت به مواد الکتروکرومیک (یا برعکس) فشار می‌دهد یا بیرون می‌کشد. اعمال ولتاژ بالا (4 ولت یا بیشتر) یون های لیتیوم را به لایه الکتروکرومیک فشار می دهد و مواد الکتروکرومیک را غیرفعال می کند. اکنون پنجره کاملاً شفاف است. با اعمال ولتاژ کمتر (مثلاً 2.5 ولت)، غلظت یون‌های لیتیوم در لایه الکتروکرومیک کاهش می‌یابد، بنابراین اکسید تنگستن فعال می‌شود. این فعال سازی باعث انعکاس نور مادون قرمز و در نتیجه کاهش اثر گلخانه ای می‌شود که به نوبه خود میزان انرژی مورد نیاز برای تهویه هوا را کاهش می‌دهد.
بسته به مواد الکتروکرومیک استفاده شده، قسمت‌های مختلف طیف را می‌توان مسدود کرد، به این ترتیب نور UV، مرئی و... می تواند به طور مستقل به میل مشتری منعکس شود.

## کاربردها

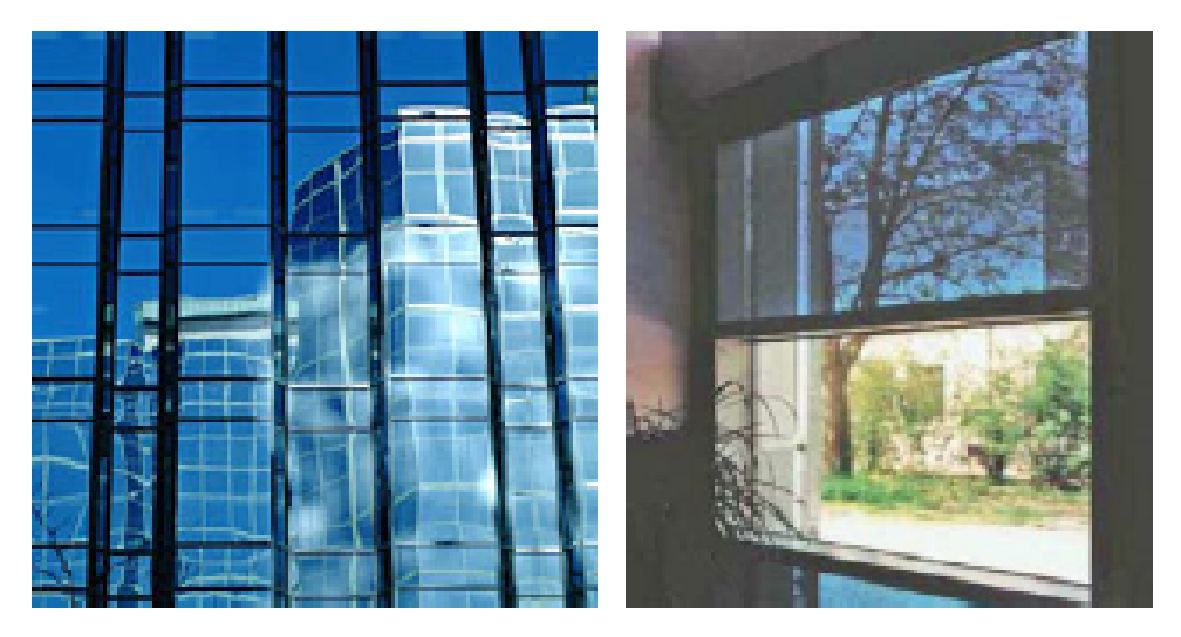
استفاده شیشه‌های هوشمند در ساختمان‌ها

چندین دستگاه الکتروکرومیک ساخته شده است. الکتروکرومیسم معمولاً در تولید پنجره‌های الکتروکرومیک یا شیشه‌های هوشمند و اخیراً در نمایشگرهای الکتروکرومیک روی بستر کاغذ به عنوان سیستم های ضد جعل یکپارچه در بسته بندی استفاده می‌شود.
قطارهای سریع السیر ICE 3 از صفحات شیشه ای الکتروکرومیک بین محفظه مسافر و کابین راننده استفاده می‌کنند که حالت استاندارد شفاف است و راننده می تواند آن را به حالت مات تغییر دهد.
پنجره‌های الکتروکرومیک در بوئینگ 787 دریم لاینر استفاده شده است که به خدمه و مسافران اجازه می‌دهد شفافیت پنجره‌ها را کنترل کنند و از تابش خیره کننده جلوگیری کنند.